# Woodstock, Oxfordshire
Woodstock este un oraș în comitatul Oxfordshire, regiunea South East, Anglia. Orașul se află în districtul West Oxfordshire. 
Termenul Woodstock este de origine anglo-saxonă, însemnând zonă defrișată în pădure, domeniul fiind un domeniu regal. 
Winston Churchill, fost prim ministru britanic în perioada celui de al doilea război mondial s-a născut la Palatul Blenheim, în apropiere. Palatul Blenheim este reședința Ducilor de Marlborough, din familia cărora Churchill face parte. 